# 中国共产党第十五届中央委员会候补委员列表
中国共产党第十五次全国代表大会於1997年9月12日至18日在北京召開。大會選舉產生了151名中國共產黨第十五屆中央委員會候補委員。

## 委員列表
（按得票多少為序，得票相同的按姓氏簡體中文筆劃排列）
欧泽高（藏族，1998年10月遞補中央委員）、岳海岩（2000年10月遞補中央委員）、黄智权（2000年10月遞補中央委員）、王正福（苗族，2000年10月遞補中央委員）、石兆彬（2001年9月撤銷職務）、汤洪高（2001年9月遞補中央委員）、杨健强（白族）、高祀仁、储波、蔡长松、赵金铎（满族）、桑结加（藏族）、黄寅逵、乌云其木格（女，蒙古族）、任启兴、苏荣、张华祝、陆浩、郭金龙、管国忠（傣族）、王学萍（黎族）、艾斯海提·克里木拜（哈萨克族）、石玉珍（女，苗族）、张定发、贾治邦、黄瑶（布依族）、龚谷成、葛东升、马庆生（回族）、王占、王广宪、全哲洙（朝鲜族）、刘镇武、周声涛、胡永柱、石宗源（回族）、吕飞杰、刘泽民、吴玉谦、张宝明、钱冠林、高宜新、王武龙、王建民、许运鸿（1999年9月撤銷職務）、李元正、季允石、房凤友、秦玉琴（女）、王云龙、杨永良、宋照肃、张祥林、范钦臣、崔林涛、王启人（2001年7月逝世）、王启民、列确（藏族）、许其亮、孙春兰（女）、李清林、李嘉廷（彝族，2001年9月撤銷職務）、陈建国、秦光荣、高中兴、谢企华（女）、丹增（藏族）、朱成友、刘振华、沈宾义、宋秀岩（女）、梁国庆、王金山、孙淑义、李乾元、赵忠贤、徐自强、石万鹏、陈佳洱、牛绍尧、杨晓堂、宋法棠、巴特爾（蒙古族）、李肇星、李毅中、袁守芳、聂卫国、黄洁夫、陈良宇、陈梅芳（女）、徐鹏航（2000年10月撤銷職務）、卢展工、刘玠、刘廷焕、许永跃、李克（壮族）、王如珍（女）、钱运录、黄晴宜（女）、刘海燕、吴爱英（女）、倪润峰、于珍、孟建柱、高昌礼、白春礼（满族）、陈玉杰（女）、岳喜翠（女）、李纪恒、吴铨叙、克尤木·巴吾东（維吾爾族）、乔传秀（女）、杜宇新、栾恩杰（满族）、熊光楷、罗保铭、韩桂芝（女）、吴光宇、金银焕（女）、贾军、郭树言、缪合林、黄华华、金人庆、李国安、吴贻弓、李志坚、武连元（回族）、夏宝龙、王旭东、陶建幸、苏新添、欧广源、沈跃跃（女）、王太华、周正庆、裴怀亮、张高丽、王春正、马启智（回族）、王刚、厉有为、吴金印、王太岚、王岐山、由喜贵、刘延东（女）、王雪冰（2002年11月撤銷職務）、袁伟民、邓朴方、习近平